# (12183) Caltonen
(12183) Caltonen, désignation provisoire 1975 SU1, est un objet de la ceinture principale extérieure de 10,781 km de diamètre découvert en 1975.

## Description
(12183) Caltonen a été découvert le 30 septembre 1975 à l'observatoire Palomar, situé au nord de San Diego en Californie, par Schelte J. Bus.

### Caractéristiques orbitales
L'orbite de cet astéroïde est caractérisée par un demi-grand axe de 3,22 UA, un périhélie de 2,81 UA, une excentricité de 0,13 et une inclinaison de 1,50° par rapport à l'écliptique. Du fait de ces caractéristiques, à savoir un demi-grand axe entre 3,2 et 4,6 UA, il est classé, selon la JPL Small-Body Database, comme objet de la ceinture principale  extérieure.

### Caractéristiques physiques
(12183) Caltonen a une magnitude absolue (H) de 13,3 et un albédo estimé à 0,080, ce qui permet de calculer un diamètre de 10,781 km. Ces résultats ont été obtenus grâce aux observations du Wide-field Infrared Survey Explorer (WISE), un télescope spatial américain mis en orbite en 2009 et observant l'ensemble du ciel dans l'infrarouge, et publiés en 2011 dans un article présentant les premiers résultats concernant les astéroïdes de la ceinture principale.

## Étymologie
Cet astéroïde est nommé en l'honneur de Craig Steven Altonen (1965-).